# Jorma Karhunen

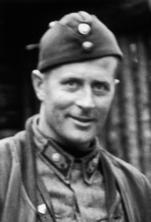
Jorma Karhunen.

Jorma (Joppe) Karhunen, född 17 mars 1913 i Pyhäjärvi, död 18 januari 2002 i Tammerfors, var en finländsk stridsflygare och författare. 
Karhunen inledde sin stridsflygar- och officerskarriär i Uttis 1936 och var en av de fyra unga flygare som under Gustaf Magnussons ledning utvecklade den framgångsrika finska stridsflygstaktiken. Han var under andra världskriget 1939–1943 gruppchef i 24. flygdivisionen och blev dess chef 1943. Han hade på sitt eget konto 31 nedskjutna plan under 350 stridsflygningar, 24. divisionen noterade totalt 850 luftsegrar. Han tilldelads Mannerheimkorset den 8 september 1942. Efter kriget var han stabsofficer vid Karelens flygflottilj och Satakunta flygflottilj fram till 1955, då han avgick ur aktiv tjänst. Han uppnådde överstes grad 1967. 
Sedan han pensionerats började han skriva böcker. I hans produktion som omfattar drygt 40 verk kan nämnas Taistelujen miehet (1972), i vilken de 191 Mannerheimriddarna presenteras, och hans memoarer Taistelulentäjän muistelmat (1999). På svenska har utgivits Marskalkens flygande riddare (1958). Han gjorde sig även ett namn som skidlöpare, han var armémästare 1937 och deltog med framgång i VM i Zakopane 1939. 